# Eugène Py
Pour les articles homonymes, voir Py.
Eugène Py, né à Carcassonne (Aude) le 19 mai 1859 et mort à San Martín (province de Buenos Aires, Argentine) le 26 août 1924, est un cadreur et cinéaste franco-argentin. Pionnier du cinéma, il est considéré comme le fondateur du cinéma argentin.

## Biographie
Eugène Py émigre à Buenos Aires à la fin des années 1880 et travaille pour le Belge Henri Lepage et l'Autrichien Max Glucksmann à la Casa Lepage, une entreprise de fournitures photographiques établie à Buenos Aires. Ious trois assistent à la première représentation des cinématographes Lumière en Argentine, à Buenos Aire, le 28 juillet 1896, au Teatro Odéon.
Lepage importe ensuite le premier équipement cinématographique français dans ce pays. En 1897, en utilisant une caméra Gaumont, Py (connu comme Eugenio Py en Amérique du Sud) filme ce qui fut pendant un certain temps considéré comme le premier film argentin, La bandera argentina (aujourd'hui on sait que c'est l'Allemand Federico Figner qui a réalisé auparavant trois courts-métrages présentant des vues de la ville de Buenos Aires). Py continue à produire des films pour la Casa Lepage pendant plusieurs années, travaillant aussi dans le réseau de production, de distribution et d'exploitation de films transnational développé par Glucksmann en Argentine, en Uruguay et au Chili.
Les premiers films de Py sont notamment Visita del Dr Campos Salles a Buenos Aires (1900) (le premier documentaire argentin), La Revista de la Escuadra Argentina et Visita del general Mitre al Museo Histórico (1901). Py introduit le concept de la réalisation de documentaires historiques en Argentine, filmant l'arrivée du président brésilien accompagné du président argentin. Il filme aussi le pionnier de l'aviation franco-brésilien Alberto Santos-Dumont dans une courte séquence.

## Filmographie
- 1897 : La bandera argentina (court-métrage)
- 1900 : Tango argentino (court-métrage)
- 1901 : Bohemia criolla (court-métrage)
- 1901 : El calotero (court-métrage)
- 1903 : Pica, pica Compadrito
- 1904 : Abajo la careta
- 1904 : Los políticos
- 1905 : Ensalada criolla
- 1906 : El soldado de la Independencia
- 1906 : Gabino, el Mayora (court-métrage)
- 1906 : El pechador
- 1907 : Dejá é jugar, ché, ché
- 1907 : Los tocayos
- 1907 : Mister Wiskey
- 1908 : Los carreros
- 1909 : La beata
- 1909 : Cochero de tranvía
- 1910 : Justicia criolla
- 1910 : La trilla
- 1911 : Los escruchantes